# Internationella kaffedagen

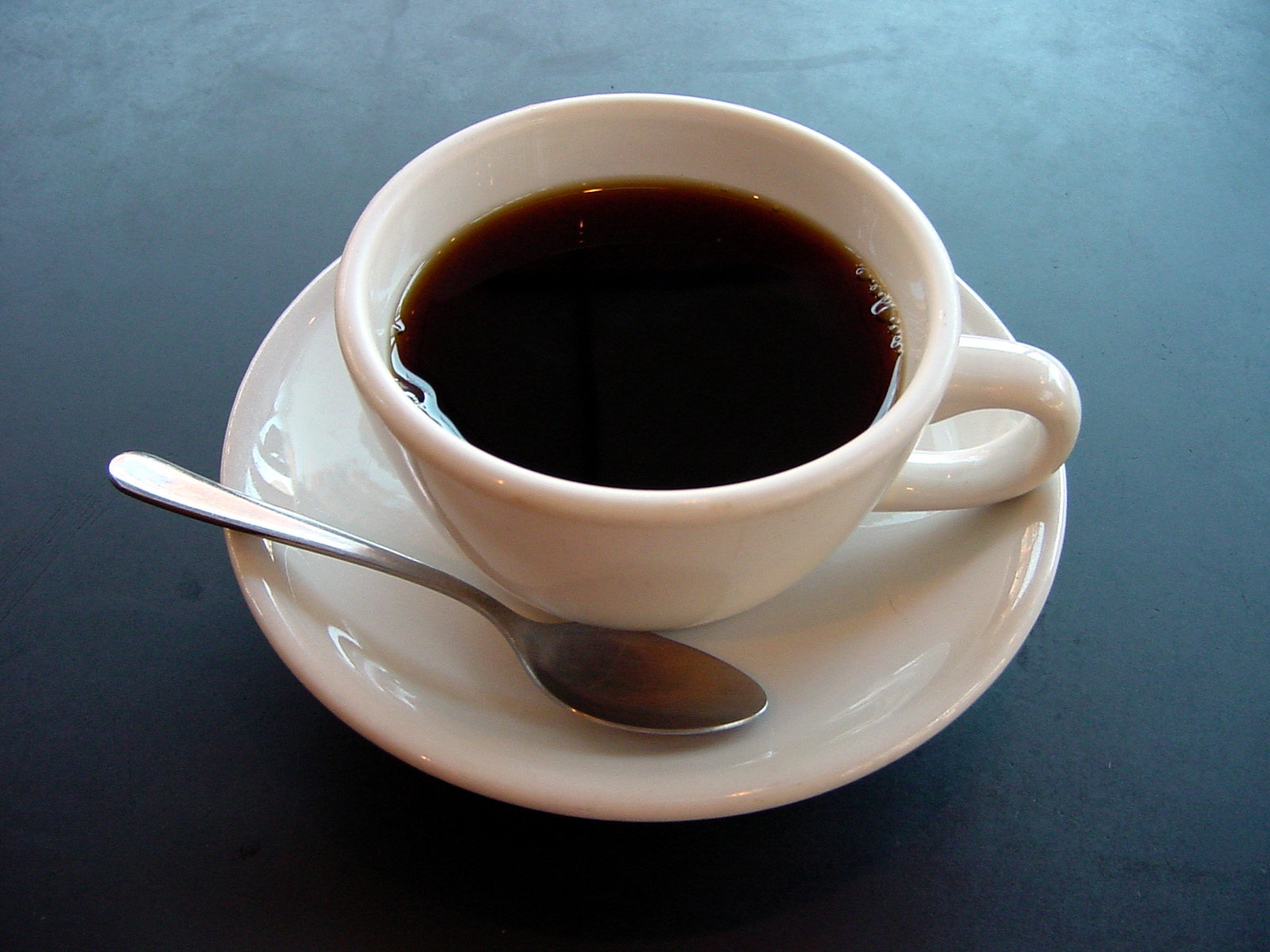
En kaffekopp.

Internationella kaffedagen är ett tillfälle som används för att marknadsföra och fira kaffedrycken med evenemang som inträffar på platser över hela världen. Det första officiella datumet var 1 oktober 2015, som hade överenskommits av den dåvarande organisationen International Coffee Organization och lanserades i Milano. Denna dag används också för att främja rättvisemärkt kaffe och för att öka medvetenheten om kaffeböndernas situation.

## Historik
Vid ett möte mellan 3 och 7 mars 2014 togs ett beslut av International Coffee Organization att lansera den första officiella internationella kaffedagen i Milano som en del av världsutställningen Expo 2015.
Olika evenemang har hållits, under namnet Coffee Day ("kaffedagen") eller National Coffee Day ("nationella kaffedagen"), med många av dessa på eller omkring den 29 september.
Internationella kaffedagens exakta ursprung är okänt. Ett evenemang marknadsfördes först i Japan 1983 av The All Japan Coffee Association (全 日本 コ ー ヒ ー 協会). I USA utnämndes "National Coffee Day" offentligt redan 2005. Namnet "International Coffee Day" användes först av Southern Food and Beverage Museum, som kallade till en presskonferens den 3 oktober 2009 för att fira och tillkännage festivalen New Orleans Coffee Festival. I Kina marknadsförde International Coffee Organization denna dag som firades första gången 1997 och blev ett årligt firande i början av april 2001. Taiwan firade internationella kaffedagen för första gången 2009. Nepal firade nationella kaffedagen först den 17 november 2005. Indonesien, som firade den nationella kaffedagen för första gången den 17 augusti 2006, firar den samma dag som Indonesiens självständighetsdag.

## Nationella kaffedagar

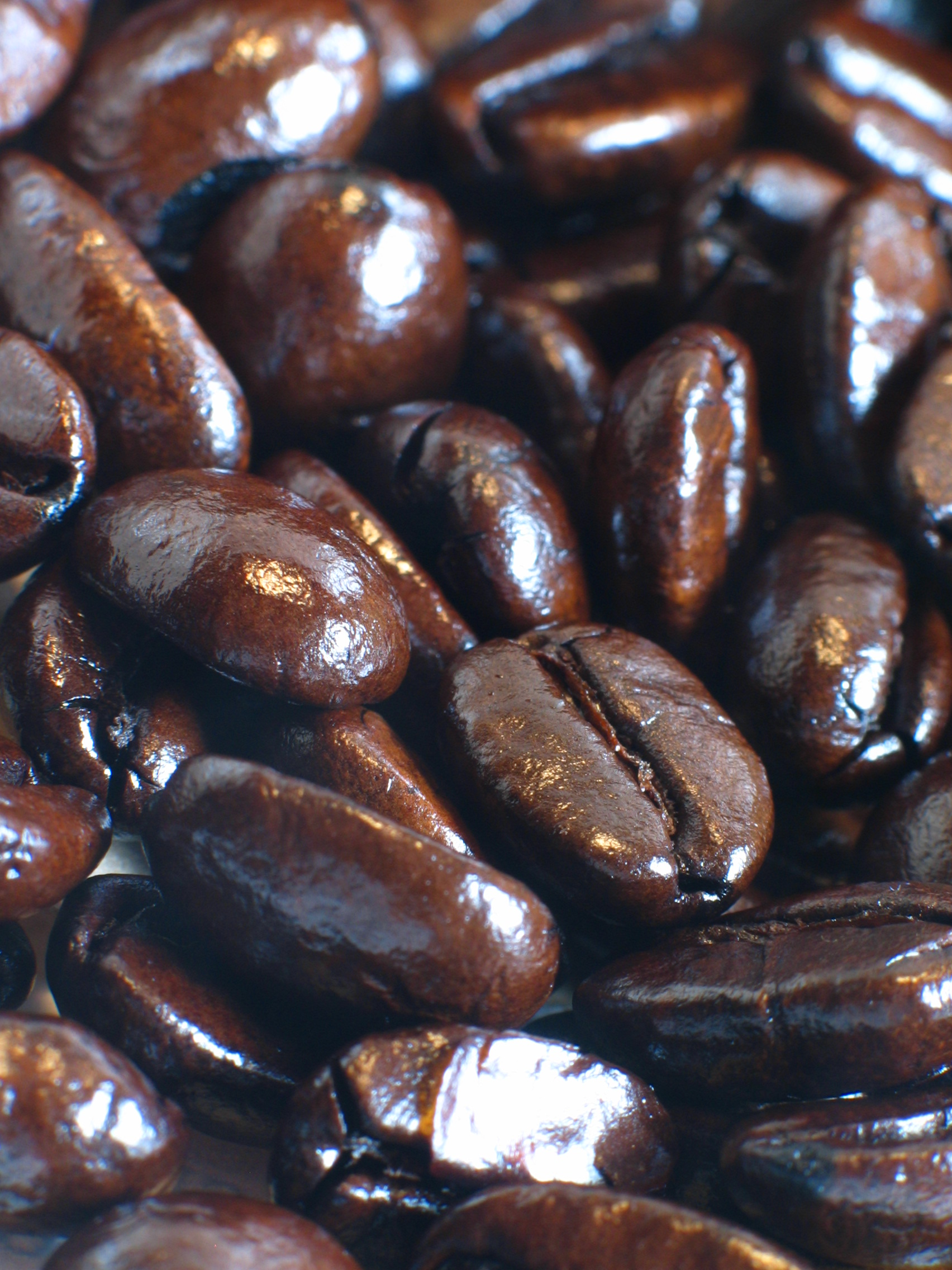
Rostade kaffebönor.

| Datum                       | Länder |
| --------------------------- | --- |
| 3 januari                   | Mongoliet |
| 14 april                    | Portugal |
| 6 maj                       | Danmark |
| 24 maj                      | Brasilien |
| 27 juni                     | - Colombia - Nordkorea |
| 22 augusti                  | Peru |
| Andra fredagen i september  | Costa Rica |
| Fjärde tisdagen i september | Nederländerna |
| 28 september                | Schweiz |
| 29 september                | - Österrike - Belgien - Kanada - Etiopien - Ungern - Island - Indien - Indonesien - Norge - Filippinerna - Rumänien - Sydafrika - Sverige - Taiwan - Pakistan, Karachi - Polen |
| 1 oktober                   | - Australien - Tyskland - Honduras - Irland - Slovakien - Japan - Malaysia - Mexiko - Nya Zeeland - Singapore - Sri Lanka - Storbritannien                                     |